# Мровіни
Мровіни (пол. Mrowiny, нім. Konradswaldau) — село в Польщі, у гміні Жарув Свідницького повіту Нижньосілезького воєводства. Населення — 1000 осіб (2011).
У 1975—1998 роках село належало до Валбжиського воєводства.

## Демографія
Демографічна структура станом на 31 березня 2011 року:
|          | Загалом | Допрацездатний вік | Працездатний вік | Постпрацездатний вік |
| -------- | ------- | ------------------ | ---------------- | -------------------- |
| Чоловіки | 519     | 140                | 340              | 39                   |
| Жінки    | 481     | 88                 | 293              | 100                  |
| Разом    | 1000    | 228                | 633              | 139                  |